# Nuno Mendes
Nuno Alexandre Tavares Mendes (Sintra, Portugália, 2002. június 19. –) portugál válogatott labdarúgó, a Paris Saint-Germain játékosa.

## Pályafutása

### Klubcsapatokban
A Despertar és a Sporting korosztályos csapataiban nevelkedett. 2020. június 12-én mutatkozott be a Paços de Ferreira ellen 1–0-ra megnyert bajnoki mérkőzés 72. percében Marcos Acuña cseréjeként. Egy hét múlva profi szerződést kötött vele a klub. Október 4-én megszerezte első bajnoki gólját a Portimonense ellen.
2021. szeptember 1-jén kölcsönbe került opciós joggal a francia PSG csapatához. 2022. május 31-én jelentették be, hogy érvényesítette opciós jogát a Paris Saint-Germain és 2026 júniusáig szerződtették.

### A válogatottban
2018 május elején három mérkőzésen lépett pályára a portugál U16-osok között. Szeptemberben már az U17-es korosztályos válogatottban mutatkozott be. 2024. május 21-én Roberto Martínez szövetségi kapitány kihirdette 26 fős Európa-bajnoki keretét, amelyben ő is szerepelt.

## Statisztika

### Klubcsapatokban
2020. október 17-én frissítve.
| Klub             | Szezon           | Bajnokság | Bajnokság | Kupa  | Kupa  | Ligakupa | Ligakupa | Nemzetközi | Nemzetközi | Egyéb | Egyéb | Összesen | Összesen |
| Klub             | Szezon           | Mérk.     | Gólok     | Mérk. | Gólok | Mérk.    | Gólok    | Mérk.      | Gólok      | Mérk. | Gólok | Mérk.    | Gólok    |
| ---------------- | ---------------- | --------- | --------- | ----- | ----- | -------- | -------- | ---------- | ---------- | ----- | ----- | -------- | -------- |
| Sporting CP      | 2019–20          | 9         | 0         | 0     | 0     | 0        | 0        | 0          | 0          | –     | –     | 9        | 0        |
| Sporting CP      | 2020–21          | 3         | 1         | 0     | 0     | 0        | 0        | 2          | 0          | –     | –     | 5        | 0        |
| Összesen         | Összesen         | 12        | 0         | 0     | 0     | 0        | 0        | 2          | 0          | 0     | 0     | 14       | 1        |
| Karrier összesen | Karrier összesen | 12        | 0         | 0     | 0     | 0        | 0        | 2          | 0          | 0     | 0     | 14       | 1        |

## Sikerei, díjai
- Sporting
  - Portugál bajnok: 2020–21[13]
  - Portugál ligakupa: 2020–21[14]
  - Portugál szuperkupa: 2021[15]
- Paris Saint-Germain
  - Francia bajnok: 2021–22,[16] 2022–23, 2023–24
  - Francia szuperkupa: 2022